# 존 패럴 (스피드스케이팅 선수)
존 오닐 패럴(영어: John O'Neil Farrell, 1906년 8월 24일~1994년 6월 20일)은 미국의 스피드 스케이팅 선수 및 코치였다. 그는 1928년 동계 올림픽 스피드 스케이팅의 500m 종목에서 43초 6으로 찰스 주트로의 당시 세계 최고 기록인 44.0을 깼지만, 그 다음 조의 클라스 툰베르그가 43초 4를 기록하며 금방 갈아치워졌다. 그리고 1932년 동계 올림픽에서는 6위에 그쳤고, 그 다음 대회에서는 코치로 대회에 나섰다.